# Огней так много золотых…
«Огней так много золотых…» («А я люблю женатого») — популярная песня композитора Кирилла Молчанова на стихи Николая Доризо, написанная для кинофильма «Дело было в Пенькове» режиссёра Станислава Ростоцкого, который был снят в 1957 году и вышел на экраны в 1958 году.

## История
Огней так много золотых

На улицах Саратова.

Парней так много холостых,

А я люблю женатого...

Эх, рано он завел семью!

Печальная история.

Я от себя любовь таю,

А от него — тем более.
Стихотворение «Я люблю женатого» было написано поэтом Николаем Доризо за несколько лет до создания фильма «Дело было в Пенькове» — в его сборниках оно датируется 1953-м годом. Поэт предлагал разным композиторам положить эти стихи на музыку, но они отказывались, аргументируя это тем, что такую песню никто не обнародует — «„Люблю женатого…“. Это ведь просто крамола какая-то…». Тогда Доризо передал стихотворение тогдашнему редактору «Литературной газеты» Константину Симонову, и тот решился его напечатать. После того как стихи были таким образом «узаконены», музыку к ним написали сразу же несколько композиторов — Константин Листов, Людмила Лядова, Модест Табачников и Оскар Фельцман, а среди исполнителей песни были такие популярные в то время певицы, как Эдит Утёсова и Гелена Великанова. Тем не менее эти версии особого успеха у слушателей не имели.
По словам Николая Доризо, после этого он «почти забыл об этом стихотворении» и вспомнил о нём только в 1957 году, на завершающем этапе работы над фильмом «Дело было в Пенькове», режиссёром которого был Станислав Ростоцкий, а композитором — Кирилл Молчанов. К тому времени Доризо и Молчанов уже написали для этой картины песню «От людей на деревне не спрятаться», которую в фильме устами главного героя — колхозного тракториста Матвея Морозова — исполнил актёр Вячеслав Тихонов. Доризо вспоминал: «Работа над фильмом была уже завершена, через день-два его должны были принимать на редсовете Киностудии имени Горького. И тут я вдруг вспомнил про свои старые стихи. Ведь ситуация в них описана такая же, как в фильме».

Скульптурная композиция «Огней так много золотых» в центре Саратова

По словам Доризо, рано утром он помчался к Молчанову и заявил, что «надо написать еще одну песню», на что тот ответил: «Какая может быть песня, когда фильм уже снят? О чем ты раньше думал?». Тем не менее поэту удалось уговорить композитора ознакомиться со стихотворением. Доризо так описывал эту ситуацию: «Он [Молчанов] берёт эти стихи, начинает их читать, садится за рояль и совершенно обескураживает меня тем, что, поставив листок со стихами на пюпитр, тут же играет простую и завораживающую мелодию, ту самую, которую вы знаете». Оказалось, что у Молчанова уже были кое-какие заготовки мелодий к стихам Михаила Светлова, которые до некоторой степени совпадали по ритму со стихотворением Доризо. Как бы то ни было, в тот же день песня была готова, и поэт с композитором отправились на киностудию, где, найдя павильон с роялем, познакомили со своим творением режиссёра фильма Ростоцкого. Присутствовавшим в павильоне работникам студии песня очень понравилась, и они попросили оставить им стихи. Через несколько дней Доризо позвонил директор киностудии, который сообщил, что «везде, на всех этажах и в коридорах студии девчонки поют „а я люблю женатого“», и попросил композитора и поэта продемонстрировать ему песню в авторском исполнении. Директору она тоже понравилась, и он дал разрешение доснять сцены фильма, на фоне которых звучит эта песня. Для фильма песню «Огней так много золотых…» исполнила Екатерина Семёнкина вместе с Антониной Фроловой (по другим данным, вместе с Людмилой Зыкиной).
После публикации в «Литературной газете», а затем и после выхода фильма стихотворение и песня стали очень популярными. Писатель и журналист Юрий Грибов, работавший в то время в румынском городе Констанце, вспоминал, что в приморском отеле, где квартировали советские офицеры, из многих окон вечерами доносились женские голоса: «А я люблю женатого…» — «незамужние девицы восприняли стихотворение как свой гимн, как директиву и усилили атаки» на офицеров, многие из которых находились там в отрыве от своих семей. По словам Грибова, его хороший знакомый, полковник из политотдела армии, «целыми днями разбирал любовные жалобы и покачивал седой головой: „Попался бы мне этот Доризо в тёмном переулке! Задал он нам работку!“».
Впоследствии песня «Огней так много золотых…» рассматривалась в качестве неофициального гимна Саратова. В 2009 году в центре города был открыт посвящённый этой песне памятник, изображающий холостяка с букетиком полевых цветов, ожидающего свою девушку под фонарём и часами-курантами. Каждые четверть часа куранты играют мелодию песни. Появилось поверье, что этот памятник приносит счастье одиноким девушкам — достаточно подержаться за букетик, чтобы все желания сбылись.

## Исполнители
За свою историю, начиная с исполнения Екатерины Семёнкиной совместно с Антониной Фроловой (или Людмилой Зыкиной) в фильме «Дело было в Пенькове», песня «Огней так много золотых…» входила в репертуар многих известных певиц, таких как Алла Пугачёва, Лариса Долина, Елена Ваенга и Алёна Петровская, Надежда Кадышева, Юлия Началова и Надежда Бабкина, Екатерина Гусева и другие.